# Lancer du javelot féminin aux Jeux olympiques d'été de 2016
Pour un article plus général, voir Athlétisme aux Jeux olympiques d'été de 2016.
Navigation
Londres 2012 Tokyo 2020
L'épreuve du lancer du javelot féminin aux Jeux olympiques de 2016 se déroule les 16 et 18 août 2016 au Stade olympique de Rio de Janeiro, au Brésil. Elle est remportée par la Croate Sara Kolak avec la marque de 66,18 m.

## Résultats

### Finale
| Rang               | Athlète              | Pays               | Essais | Essais | Essais | Essais | Essais | Essais | Marque | Notes |
| Rang               | Athlète              | Pays               | 1      | 2      | 3      | 4      | 5      | 6      | Marque | Notes |
| ------------------ | -------------------- | ------------------ | ------ | ------ | ------ | ------ | ------ | ------ | ------ | ----- |
| Médaille d'or      | Sara Kolak           | Croatie            | 60.89  | 62.95  | 63.00  | 66.18  | x      | 59.42  | 66.18  | NR    |
| Médaille d'argent  | Sunette Viljoen      | Afrique du Sud     | 64.92  | 61.04  | x      | 63.00  | x      | x      | 64.92  |       |
| Médaille de bronze | Barbora Špotáková    | République tchèque | 60.16  | 63.73  | x      | 61.25  | 64.80  | x      | 64.80  |       |
| 4                  | Maria Andrejczyk     | Pologne            | 61.92  | 59.25  | 60.23  | 59.31  | 64.78  | 63.69  | 64.78  |       |
| 5                  | Tatsiana Khaladovich | Biélorussie        | 62.68  | 60.24  | 64.60  | 60.49  | 63.52  | 64.24  | 64.60  |       |
| 6                  | Kathryn Mitchell     | Australie          | x      | 64.36  | x      | x      | 62.20  | 63.02  | 64.36  |       |
| 7                  | Lü Huihui            | Chine              | 60.32  | 63.50  | 59.56  | 64.04  | x      | 56.96  | 64.04  | SB    |
| 8                  | Christina Obergföll  | Allemagne          | 60.17  | 62.28  | x      | x      | x      | 62.92  | 62.92  |       |
| 9                  | Flor Ruiz            | Colombie           | 61.54  | 58.46  | 59.61  |        |        |        | 61.54  |       |
| 10                 | Madara Palameika     | Lettonie           | x      | x      | 60.14  |        |        |        | 60.14  |       |
| 11                 | Linda Stahl          | Allemagne          | 58.48  | x      | 59.71  |        |        |        | 59.71  |       |
| 12                 | Christin Hussong     | Allemagne          | 54.99  | 54.47  | 57.70  |        |        |        | 57.70  |       |

### Qualifications
- Qualification : 63,00 m (Q) ou les 12 meilleurs lancers.

| Rang | Groupe | Athlète               | Pays               | #1    | #2    | #3    | Marque | Notes |
| ---- | ------ | --------------------- | ------------------ | ----- | ----- | ----- | ------ | ----- |
| 1    | B      | Maria Andrejczyk      | Pologne            | 67.11 | –     | –     | 67.11  | Q, NR |
| 2    | B      | Barbora Špotáková     | République tchèque | 62.50 | 64.65 | –     | 64.65  | Q     |
| 3    | A      | Sara Kolak            | Croatie            | 55.68 | 55.86 | 64.30 | 64.30  | Q, NR |
| 4    | B      | Linda Stahl           | Allemagne          | 63.95 | –     | –     | 63.95  | Q     |
| 5    | A      | Tatsiana Khaladovich  | Biélorussie        | 63.78 | –     | –     | 63.78  | Q     |
| 6    | A      | Sunette Viljoen       | Afrique du Sud     | 63.54 | –     | –     | 63.54  | Q     |
| 7    | A      | Lü Huihui             | Chine              | 63.28 | –     | –     | 63.25  | Q     |
| 8    | B      | Madara Palameika      | Lettonie           | 63.03 | –     | –     | 63.03  | Q     |
| 9    | A      | Flor Ruiz             | Colombie           | 62.32 | 59.89 | 59.99 | 62.32  | q     |
| 10   | A      | Christina Obergföll   | Allemagne          | 57.75 | 62.18 | x     | 62.18  | q     |
| 11   | A      | Christin Hussong      | Allemagne          | 56.19 | 55.58 | 62.17 | 62.17  | q     |
| 12   | B      | Kathryn Mitchell      | Australie          | x     | 60.05 | 61.63 | 61.63  | q     |
| 13   | B      | Kara Winger           | États-Unis         | 61.02 | 57.34 | 60.54 | 61.02  |       |
| 14   | A      | Sinta Ozoliņa-Kovala  | Lettonie           | 60.92 | 58.08 | x     | 60.92  |       |
| 15   | B      | Li Lingwei            | Chine              | 60.91 | 59.30 | 57.87 | 60.91  |       |
| 16   | A      | Elizabeth Gleadle     | Canada             | 59.18 | 60.28 | 58.74 | 60.28  |       |
| 17   | B      | Kateryna Derun        | Ukraine            | 60.02 | 54.86 | x     | 60.02  |       |
| 18   | A      | Martina Ratej         | Slovénie           | 59.76 | 58.15 | x     | 59.76  |       |
| 19   | A      | Hanna Hatsko-Fedusova | Ukraine            | 58.90 | x     | 58.38 | 58.90  |       |
| 20   | B      | Liina Laasma          | Estonie            | 58.06 | 56.21 | 56.62 | 58.06  |       |
| 21   | B      | Yuki Ebihara          | Japon              | 53.75 | 55.89 | 57.68 | 57.68  |       |
| 22   | A      | Kim Mickle            | Australie          | 57.20 | x     | 55.93 | 57.20  |       |
| 23   | A      | Liu Shiying           | Chine              | 57.16 | 55.60 | x     | 57.16  |       |
| 24   | B      | Mathilde Andraud      | France             | 56.61 | 56.01 | 56.13 | 56.61  |       |
| 25   | A      | Maggie Malone         | États-Unis         | 56.47 | x     | 46.87 | 56.47  |       |
| 26   | B      | Tatsiana Korzh        | Biélorussie        | 49.41 | 53.54 | 56.16 | 56.16  |       |
| 27   | A      | Brittany Borman       | États-Unis         | 54.15 | 56.04 | 52.73 | 56.04  |       |
| 28   | B      | Kelsey-Lee Roberts    | Australie          | 44.75 | 55.04 | 55.25 | 55.25  |       |
| 29   | A      | Yulenmis Aguilar      | Cuba               | 54.84 | x     | 54.94 | 54.94  |       |
| 30   | B      | Ásdís Hjálmsdóttir    | Islande            | x     | 54.92 | x     | 54.92  |       |
| 31   | B      | Sanni Utriainen       | Finlande           | 53.42 | x     | 52.45 | 53.42  |       |

## Légende
Records et Performances
- AR : Record continental (area record)
- CR : Record des championnats (championship record)
- MR : Record du meeting (meet record)
- NR : Record national (national record)
- OR : Record olympique (olympic record)
- PR : Record paralympique (paralympic record)
- PB : Record personnel (personal best)
- SB : Meilleure performance personnelle de la saison (season's best)
- WL : Meilleure performance mondiale de l'année (world leader)
- WJR : Record du monde junior (world junior record)
- WR : Record du monde (world record)

Circonstances et Conditions
- DNF : N'a pas terminé (did not finish)
- DNS : N'a pas pris le départ (did not start)
- DQ : Disqualification (disqualification)
- NM : Aucun essai valable enregistré (No Mark)
- Q : Qualifié « directement » au prochain tour (ou à la prochaine compétition), lors d'une compétition majeure, grâce au classement ou à la réalisation des minima (automatic qualifier)
- q : Qualifié au prochain tour (ou à la prochaine compétition), lors d'une compétition majeure, grâce au repêchage ou à la réalisation de l'une des meilleures performances parmi celles des « non qualifiés directement » (grâce au meilleur temps ou à la meilleure distance par exemple) (secondary qualifier)